# Równina Augustowska

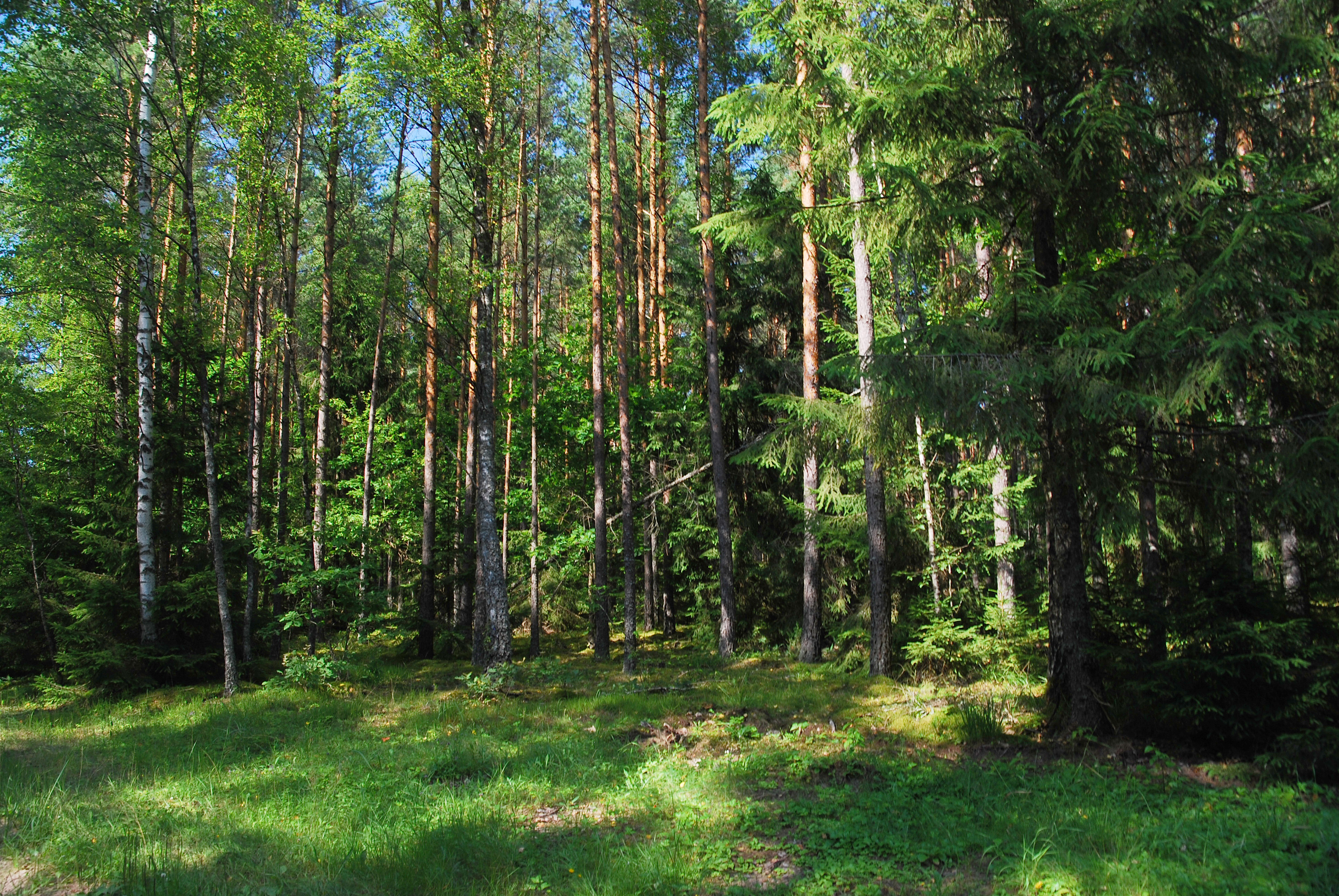
Augustów-Heide

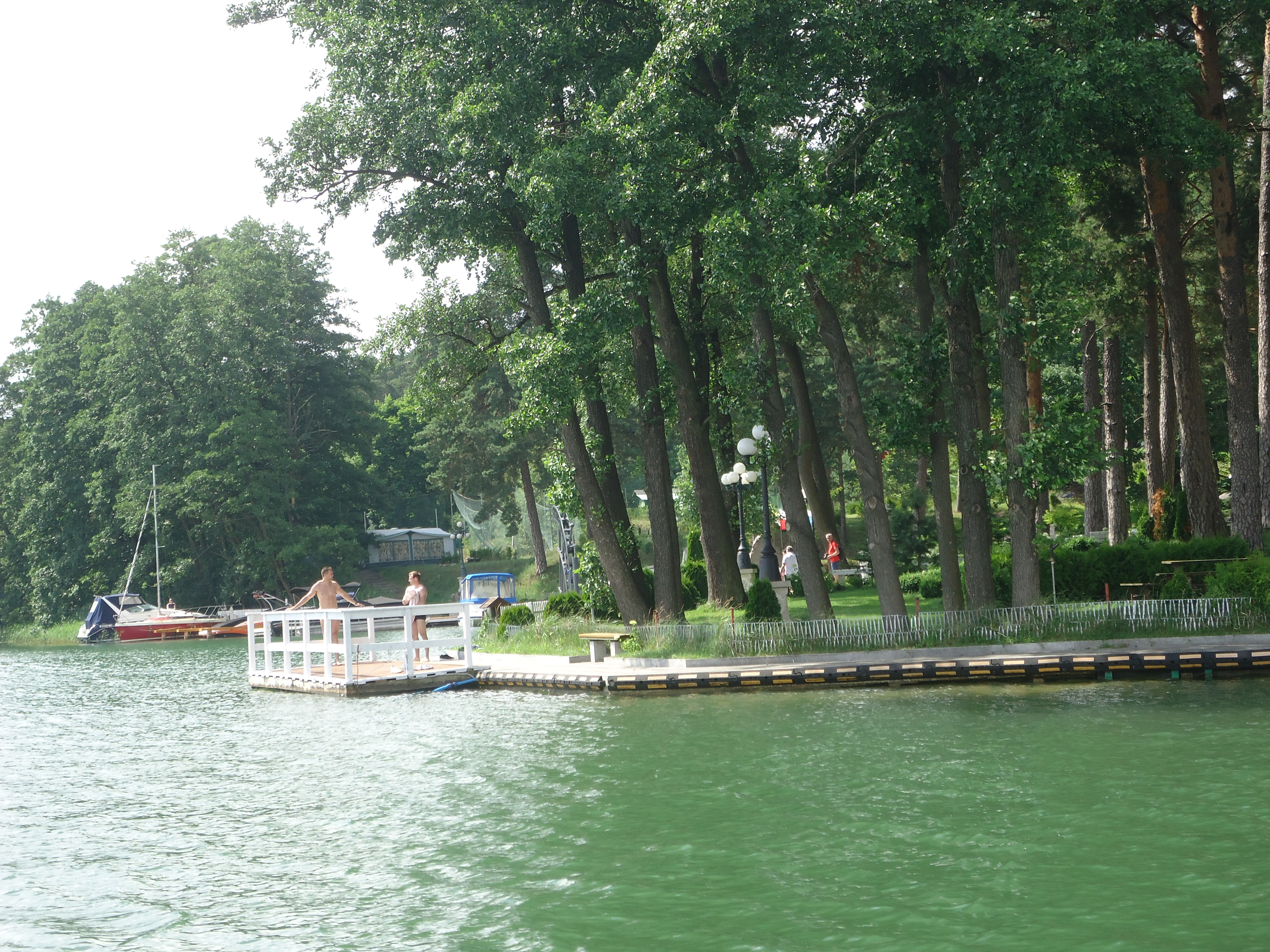
Augustów-Kanal

Die Augustów-Ebene (poln. Równina Augustowska) ist eine Mesoregion sowie Seenlandschaft in der Woiwodschaft Podlachien in Polen. Das Gebiet ist ca. 1.170 km² groß.

## Lage
Die Augustów-Ebene ist Teil der Litauischen Seenplatte (Suwałki-Seenplatte). Im Westen schließen sich die Lycker Seenplatte sowie die Westliche Suwałki-Seenplatte, im Norden die Östliche Suwałki-Seenplatte und im Süden das Biebrza-Becken an. Die Seenplatte liegt im Nordosten Polens und grenzt an Belarus und Litauen.

## Geologie
Die Augustów-Ebene besteht aus einer Vielzahl von Seen in einer Moränenlandschaft. Charakteristisch für diese Landschaft sind glaziale Rinnen zwischen den Hügeln, entstanden durch die abtragende Wirkung der Schmelzwässer beim Abschmelzen der Gletscher, die später die Seen aufnahmen. Die Region ist dicht bewaldet. Im Süden befindet sich der Urwald Augustów-Heide.

## Natur
In der Augustów-Ebene befinden sich zahlreiche Naturreservate.

### Seen
Der größte See ist der Wigry (21,7 km²), der in seinem Südteil in der Augustów-Ebene liegt. Weitere bedeutende Seen sind:
- Sajno
- Jezioro Białe Augustowskie
- Jezioro Długie Augustowskie
- Necko
- Serwy
- Jezioro Studzieniczne

### Flüsse
Durch die Augustów-Ebene verläuft die Wasserscheide zwischen Weichsel und Memel. Beide Flusssysteme sind durch den Augustów-Kanal verbunden. Die Augustów-Ebene entwässert vor allem nach Nordosten über die Czarna Hańcza in die Memel.

### Moränen
Die höchsten Moränen in dem Gebiet sind ca. 190 Meter über NN hoch und befinden sich bei Suwałki. Der tiefstgelegene Punkt befindet sich auf ca. 120 Meter über NN bei Augustów.

## Besiedlung
Die Augustów-Ebene ist dünn besiedelt. Die einzige Stadt ist der Kurort Augustów.